# Estádio Panamericano de San Cristóbal
O Estádio Panamericano é um estádio de futebol localizado na cidade de San Cristóbal, na República Dominicana.
Com capacidade para 2 800 espectadores, o estádio sediou os Jogos Pan-Americanos de 2003, tendo recebido partidas das seleções da Argentina, Brasil, Colômbia, Canadá, México, Haiti e Costa Rica. Além disso, é administrado pelo Club Atlético San Cristóbal, clube da primeira divisão do Campeonato Dominicano de Futebol.